# Eucalyptus saxatilis
Eucalyptus saxatilis là một loài thực vật có hoa trong Họ Đào kim nương. Loài này được J.B.Kirkp. & Brooker mô tả khoa học đầu tiên năm 1977.